# Charles Tait
Charles Tait (Hanover megye, 1768. február 1. – Monroe megye, 1835. október 7.) az Amerikai Egyesült Államok szenátora (Georgia, 1809–1819).